# یولیا زیکووا
یولیا زیکووا (روسی: Юлия Андреевна Зыкова؛ زادهٔ ۲۵ نوامبر ۱۹۹۵) تیرانداز اهل روسیه است.
وی در مسابقات کشوری و بین‌المللی در مجموع برندهٔ ۶ مدال طلا، ۱ مدال نقره، ۱ مدال برنز شده‌است.